# Tandheelkunde

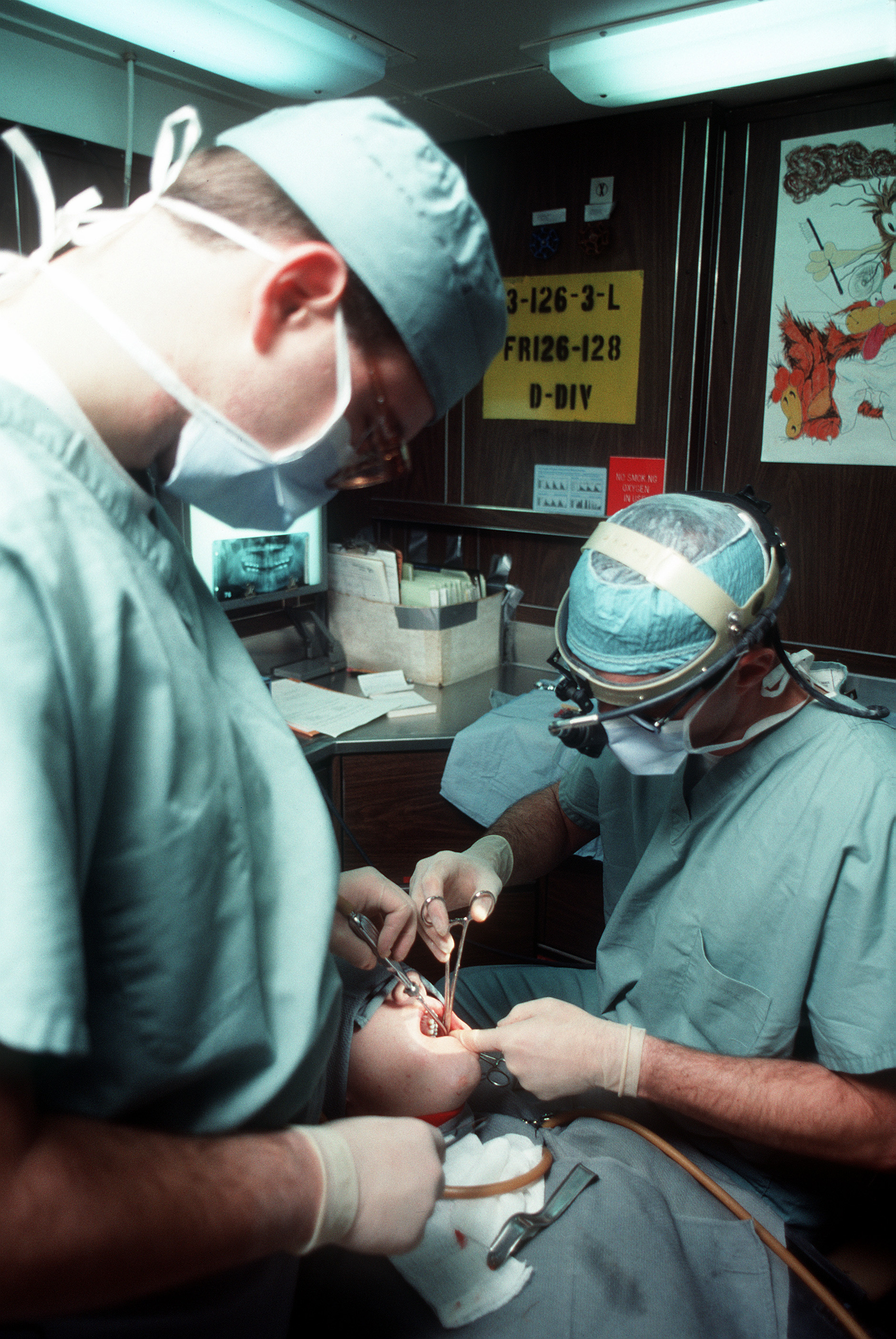
Een tandarts en een assistent opereren een patiënt

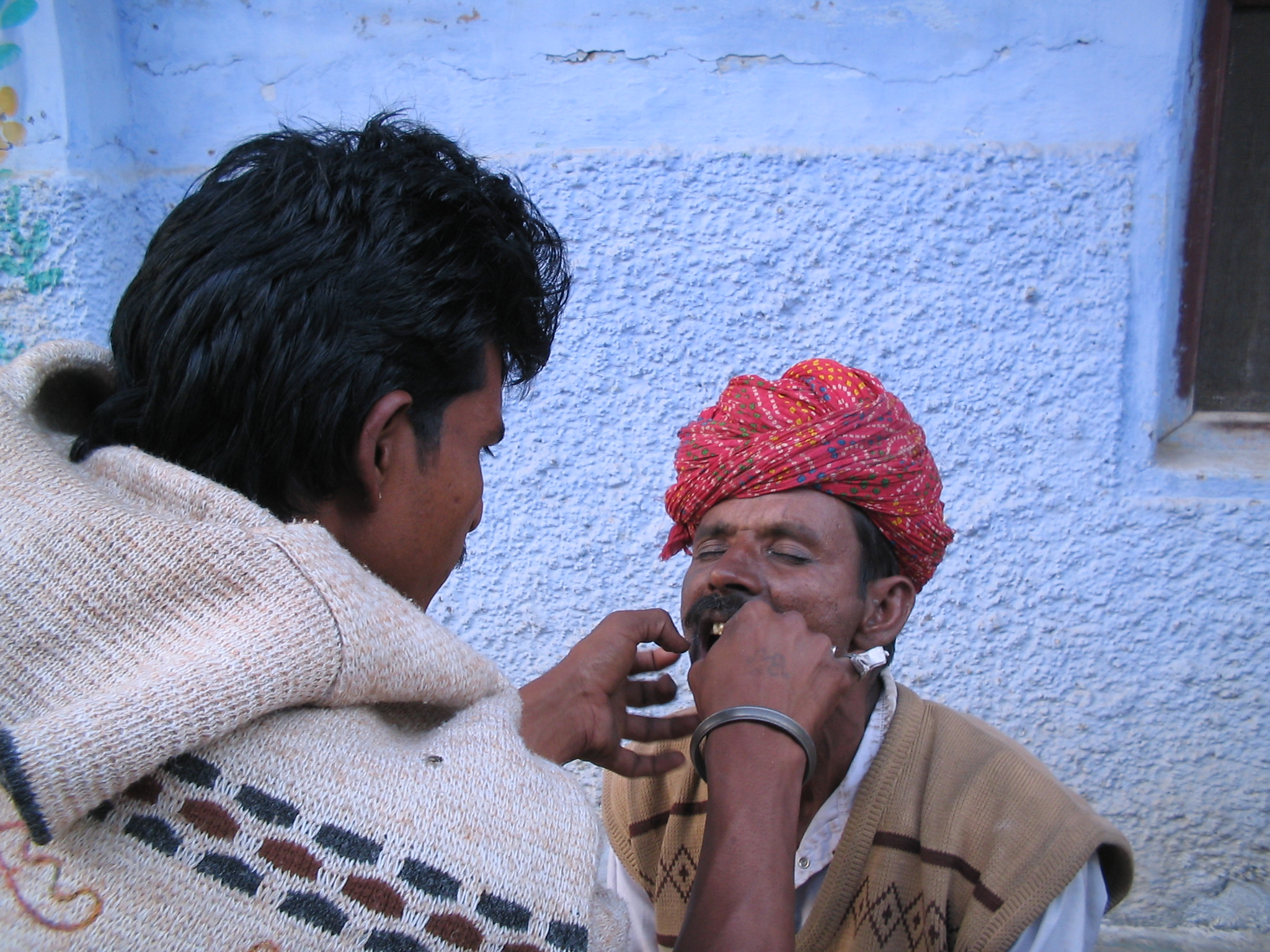
In India worden tanden vaak op straat getrokken, in plaats van in een kliniek.

Tandheelkunde (odontologie) is het medische vakgebied dat zich bezighoudt met het herkennen, voorkomen en behandelen van ziekten van de tanden en de omringende structuren.

## Werkvelden
Binnen de tandheelkunde zijn de volgende deeldisciplines te onderscheiden:
- pedodontologie of kindertandheelkunde: specifiek gericht op het behandelen van kinderen;
- conserverende tandheelkunde: gericht op het saneren (gezond maken) van de tanden door vullingen van goud, amalgaam, composiet of glasionomeercement;
- cosmetische tandheelkunde: gericht op het esthetische aspect van de gebitsverzorging;
- parodontologie: houdt zich bezig met de behandeling van de structuren rond de tanden, zoals het tandvlees en het ligamentum parodontale;
- endodontische tandheelkunde: gericht op behandelen van aandoeningen van het tandmerg;
- orthodontie: vakgebied gericht op het corrigeren van een verkeerde tand- en/of kaakstand;
- kaakchirurgie of mondheelkunde: zowel kleinere als grotere chirurgische ingrepen in en van de kaken. Ook de orale pathologie wordt hieronder gerekend;
- temporomandibulaire disfunctie (TMD): het behandelen van aandoeningen van het kaakgewricht;
- adhesieve tandheelkunde: houdt zich bezig met het restaureren, beschermen of verfraaien van het gebit door het 'plakken' van composietmateriaal aan (resterend) tandmateriaal;
- prothetiek: het plaatsen van protheses of kronen en bruggen ter vervanging van verloren gegane of serieus aangetaste tanden en kiezen;
- implantologie: vakgebied gericht op het vervangen van tanden door zogenaamde implantaten, ofwel kunsttanden;
- gnathologie: gericht op de diagnostiek en behandeling van problemen in verband met het kauwen, orofaciale pijn (pijn in het gezicht) en disfunctie, gebitsslijtage en bruxisme (tandenknarsen);
- gerodontologie: het tandheelkundig behandelen van ouderen;
- forensische tandheelkunde: vakgebied gericht op identificatie van slachtoffers, onder andere aan de hand van een gebitsstatus.

De tandarts als algemeen practicus dient op al deze gebieden kennis en ervaring te hebben, want alle komen in de algemene praktijk voor. Voor uitgebreide behandeling op het gebied van een van deze disciplines bestaat er echter de mogelijkheid tot horizontale of verticale verwijzing naar een specialist dan wel gedifferentieerd tandarts. Als specialisatie worden onderscheiden de kaakchirurg en de orthodontist.

## Aanverwante beroepen
De tandarts doet soms een beroep op meer technisch dan medisch geschoolde deskundigen. Soms ook is de kennis van de tandarts te algemeen en moet hij de patiënt doorsturen naar chirurgen. Deze aanverwante beroepen zijn:
- Mondzorgkundige (voorheen Mondhygiënist[bron?])
- Tandtechnicus
- Tandprotheticus

## Nederland
De studie tandheelkunde is mogelijk in Groningen (RUG), Nijmegen (RU) en Amsterdam (ACTA - gemeenschappelijk UvA en VU). De studie duurt zes jaar (zowel bachelor- als masterstudie bestaan uit een driejarig curriculum). Na voltooiing van de masterfase wordt de titel tandarts verkregen. Er zijn specialisaties mogelijk tot orthodontist en kaakchirurg. Na het voltooien van de opleiding wordt de specialist ingeschreven in een wettelijk erkend register. Tandartsen kunnen zich differentiëren in deelgebieden van de tandheelkunde. De erkenning na het voltooien van de doorgaans masteropleidingen vindt plaats via de wetenschappelijke beroepsorganisaties in het desbetreffende veld, maar deze heeft geen wettelijke status anders dan de tandheelkundige vooropleiding.
Tandartsen zijn verenigd in twee beroepsorganisaties, te weten de Associatie Nederlandse Tandartsen (ANT) en de Koninklijke Nederlandse Maatschappij tot Bevordering der Tandheelkunde (KNMT).
Een in Nederland praktiserend tandarts dient ingeschreven te zijn in het BIG-register. Tevens dient hij of zij aangesloten te zijn bij een klachtencommissie voor patiënten. Zowel de ANT als de KNMT hebben voor hun leden klachtencommissies in het leven geroepen. Indien een tandarts niet is aangesloten bij een van de beroepsorganisaties dient de tandarts te voorzien in een eigen klachtenregeling.
Voor tandheelkundige zorg gelden vaste tarieven, vastgesteld door de Nederlandse Zorgautoriteit (NZa).